# 聖雷莫音樂節
圣雷莫音乐节（意大利语：Festival della canzone italiana，英语：Italian song festival）是从1951年创办以来深受欢迎的意大利歌唱比赛，每年在圣雷莫市举行。通常被称为Festival di Sanremo，在意大利以外也被称为Sanremo Music Festival，Sanremo中的获胜者将参与欧洲歌唱大赛，而欧洲歌唱大赛的创办灵感也是源于意大利的这个音乐节。Sanremo音乐节对于意大利人意义非凡，它是持续时间最久的并且至今仍在继续的音乐节。
从1953至1971年間（1956年除外），每首歌有两位不同的表演者（歌手或乐队）演唱两次，每次使用不同的管弦乐编曲伴奏。由此说明，这是一个作曲家的比赛，而不是歌手的比赛。在此期间，歌曲通常有由意大利本土歌手演唱一遍，另一遍由特邀国际歌手演唱。
在1956至1966年，1972至1997年期间，由圣雷莫音乐节选出代表意大利参加欧洲歌唱大赛的选手。该音乐节也发掘了很多著名歌手，最著名的有安德烈·波切利、Giorgia Todrani、Elisa、劳拉·普西妮和艾罗斯·拉玛佐第。
该音乐节从1955年至今，由Rai 1现场直播。1951至1954年，只由意大利广播电视公司通过电台转播。这个音乐节的独特性在于，每个参与排名的歌手所带来的歌曲，必须是首发原创，不可提前泄露。

## 外部連結
- 聖雷莫音樂節官方網站 （页面存档备份，存于）